# 데이비드 스타인메츠
데이비드 스타인메츠(David Curtis Steinmetz, 1936년 6월 12일 ~ 2015년 11월 26일)는 후기 중세와 초기 현대기독교(early modern Christianity)에 권위자로서 미국의 역사신학자이다. 오하이오주 콜롬비아에서 태어난 스타인메츠는 휘튼 전문대학에서 1958년 전문학사 학위를 받았으며 1962년 드류 대학교에서 신학사를 받고 1961년에 감리교회에서 목사 안수를 받았다. 1967년 하바드 대학교에서 저명한 화란의 종교개혁 연구학자인 하이코 오버만의 지도하에 신학박사 (Th.D.)를 받았다. 랭커스타 신학교를 거쳐 듀크 대학교에서 교수를 하고 은퇴를 하였으며, 하버드 대학교, 노틀담 대학교, 그리고 에모리 대학교에서 방문교수로 가르쳤다. 그의 제자로 리차드 멀러와 같은 칼빈 학자들이 있다. 중세와 종교개혁의 관계성을 연구하였고 중세에 어거스틴의 영향에 대해서도 큰 공헌을 하였다.